# Кіжа (станція)
Кіжа (рос. Кижа) — станція Улан-Уденського регіону Східносибірської залізниці Росії, розташована на дільниці Заудинський — Каримська між станціями Горхон (відстань — 14 км) і Петровський Завод (20 км). Відстань до ст. Заудинський — 115 км, до ст. Каримська — 530 км.